# 烏姆濟姆庫盧
烏姆濟姆庫盧是南非的城鎮，位於該國東部，由夸祖魯-納塔爾省負責管轄，距離烏姆塔塔243公里，面積12.56平方公里，2001年人口6,519，人口密度每平方公里約520人。